# Perales de Tajuña
Perales de Tajuña település Spanyolországban, Madrid tartományban. Perales de Tajuña Arganda del Rey, Campo Real, Valdilecha, Tielmes, Villarejo de Salvanés, Belmonte de Tajo, Valdelaguna és Morata de Tajuña községekkel határos. Lakosainak száma 3207 fő (2024).

## Népesség
A település népessége az utóbbi években az alábbiak szerint változott:
| Lakosok száma | 2089 | 2358 | 2642 | 2858 | 2877 | 2945 | 2817 | 2935 | 3117 | 3207 |
|               | 2001 | 2004 | 2007 | 2009 | 2012 | 2014 | 2017 | 2019 | 2022 | 2024 |